# Калодикис, Спирос
Спирос Калодикис (греч.  Σπύρος Καλοδίκης; 1910, — 24 ноября 1947) — греческий коммунист. Один из организаторов и руководителей Сопротивления в греческой столице, в период тройной, германо-итало-болгарской, оккупации Греции (1941—1944).
За твёрдость характера и духовную чистоту именовался своими товарищами «алмазом партии».
В декабре 1944 года организовал и возглавил операцию, которая могла стоить жизни премьер-министру Великобритании У. Черчиллю.
Убит полицией в период Гражданской войны в Греции.

## Молодость
Спирос Калодикис родился в 1910 году на острове Пакси.
Был шестым ребёнком, из девяти, в семье священника (и по совместительству учителя) Никоса Калодикиса.
Никос Калодикис переехал с семьёй на Керкира, где продолжил свою деятельность в качестве священника и учителя.
В знак признания его деятельности, кости священника Калодикиса были захоронены перед византийской церковью Св. Иасона и Сосипатра в предместии Керкиры Анемо́милос.
Спирос Калодикис, работая портовым рабочим, подвергся влиянию коммунистической идеологии и стал членом компартии Греции.
В дальнейшем С. Калодикис переехал в Афины, где стал членом городского комитета партии.

## В период диктатуры генерала Метаксаса
В августе 1936 года в Греции был установлен диктаторский режим генерала И. Метаксаса, имевший ярко выраженную антикоммунистическую направленность.
Большинство партийных организаций были разгромлены, партийное руководство в своём большинстве оказалось в тюрьмах и в ссылке.
Калодикис был арестован 16 апреля 1938 года и отправлен в тюрьму крепости города Нафплиона.
В 1939 году, после того как в заключении он заболел туберкулёзом, Калодикис был отправлен с охраной в санаторий Петра Олимпа, а затем в ссылку на остров Агиос Эвстратиос.
В июле 1940 года он бежал с острова и сумел добраться до Афин
В тот период, в результате разгрома партийных организаций и заключения в тюрьму большого числа её членов, в компартии возникла неестественная обстановка.
Действовали два руководства компартии: т. н. «Старый центральный комитет», который возглавляли Н. Плумбидис, В. Ктистакис, Д. Папаяннис и контролируемое охранкой т. н. «Временное руководство компартии», которые постоянно обменивались обвинениями в «шпионаже».
Калодикис, находясь в подчинении «Старого комитета» и по поручению заключённых руководителей партии вступил в контакт с «Временным руководством».
После того как роль «Временного руководства» была прояснена, он попытался вновь сформировать партийную организацию Афин (ΚΟΑ), независимую от двух руководств (АКОА), в которую он сумел включить остававшихся вне партии её бывших членов.
Будучи беглецом из ссылки и разыскиваемый полицией, Калодикис не принял участие в греко-итальянской войне 1940—1941 годов и в отражении германского вторжения весной 1941 года. Диктаторский режим отказал в добровольном участии в войне заключённым в тюрьмах коммунистам.
В конце лета 1941 года его «Независимая партийная организация Афин» вступила в воссозданную компартию, под руководством т. н. «Нового центрального комитета» партии, который был сформирован в июле 1941 года партийными лидерами, сумевшими бежать из мест заключения до прибытия немецких войск.

## Сопротивление
27 апреля 1941 года, за несколько часов до вступления немцев в Афины, Калодикис и его Независимая партийная организация Афин устроили многотысячный митинг на площади Омония, одной из центральных площадей греческой столицы.
Даже в условиях создавшегося политического безвластия, когда правительство и король покинули страну, шаг был дерзким, но полиция пребывала в растерянности и не знала что ей делать.
Лозунги прозвучавшие на этом митинге, «Сопротивление захватчикам», «Оружие народу», «Правительство Национального спасения» предписывали дальнейшие шаги Калодикиса и организаций компартии в целом и опровергают утверждения некоторых греческих историков правой ориентации, что компартия Греции находилась под воздействием пакта Молотова — Риббентропа и пришла в движение только после того как нацистская Германия вторглась в СССР.
В конце 1941 года Калодикис стал организационным секретарём городского комитета партии и в декабре 1942 года на II конференции компартии Греции, был избран членом её Центрального комитета
В течение всего периода оккупации Калодикис оставался в Афинах и был одним из организаторов, наряду с вооружёнными актами городских отрядов Сопротивления, бепрецедентных в оккупированной Европе массовых выступлений в городах.
Греческое Сопротивление, кроме Народно-освободительной армии (ЭЛАС), и других вооружённых формирований, было представлено также более широким гражданским Национально-освободительным фронтом (ЭАМ).
Ряд акций проведенных ЭАМ в Афинах, не имели прецедентов в других оккупированных столицах Европы:
- с 23 февраля 1943 года по всей Греции прошли демонстрации против намеченной гражданской мобилизации и отправки в Германию греческих рабочих. Кульминацией стала демонстрация 7 марта в Афинах, когда 300 тысяч афинян вышли на улицы и после столкновений с оккупантами заняли Министерство труда и сожгли списки. Несколько десятков демонстрантов были убиты, но гражданская мобилизация была сорвана.
- 25 марта 1943 года 300 тысяч афинян вышли на улицы в годовщину Освободительной войны 1821 года. В столкновениях с оккупантами погибли 32 демонстранта.
- 25 июня 1943 года, после очередного массового расстрела 106 заключённых в Курново, 100 тысяч демонстрантов в заняли центр Афин. В столкновениях с оккупантами были убиты 40 демонстрантов[10]:678.
- 22 июля до 500 тысяч человек приняли участие в Демонстрации против расширения болгарской зоны оккупации. 53 демонстрантов были убиты, но расширение болгарской зоны, с целью освобождения немецких дивизий для отправки на Восточный фронт, было сорвано.

Димитрис Сервос писал после войны, что организатором этих «неповторимых выступлений» был С. Калодикис, совместно с Василисом Бардзиотасом (Фанисом).
Сам Бардзиотас писал в изданной в 1984 году книге «Национальное Сопротивление в непокорённых Афинах»: «В этой великой борьбе, одним из самых главных руководителей был Спирос Калодикис. Он был самым активным организатором массовых выступлений и боёв афинского пролетариата. Нет ни одного массового выступления в годы оккупации в Афинах, которое не связано с именем Спироса Калодикиса».
Восхищённый вооружёнными акциями городских отрядов и массовой борьбой афинян, французский эллинист Роже Милльекс писал, что Афины являлись «столицей европейского Сопротивления».
В инициированном им послевоенном издании, он писал: «Мой разум был направлен на создание письменного монумента, где французы выскажут своё восхищение, которое они молча испытали с 1940 по 1944 год, перед тем чудом, каким была сражающаяся Греция».

## Декабрьские события 1944 года
Немцы ушли из Афин 12 октября 1944 года. Следуя букве Казертского соглашения, регулярные части ЭЛАС не вступили в Афины.
Но легко вооружённые отряды, городского, т. н. I корпуса ЭЛАС:742, взяли город под контроль и с боями спасли многие объекты, включая электростанции, от их разрушения уходящими немцами.
В 9 утра городские отряды ЭЛАС вошли в центр города и сняли нацистскую символику с Акрополя:747.
Премьер-министр эмиграционного правительства Г. Папандреу и английская «военно-политическая сеть» прибыли в Афины 18 октября, встреченные почётным караулом ЭЛАС.
Решение англичан выплатить задержанное жалованье составу учреждённых немцами Батальонов безопасности вызвало возмущение бойцов ЭЛАС:747.
Но в отличие от актов возмездия во Франции против коллаборационистов, переросших в кровавую баню, ЭЛАС дал приказ не допускать самосуда.
Мирные намерения ЭЛАС подтверждаются британскими и близкими к эмиграционному правительству источниками.
23 октября Папандреу реформировал своё правительство. Министры от ЭАМ получили 7 второстепенных портфелей из общего числа 24:744.
Черчилль писал своему послу в Афинах: «Поскольку вам известна высокая цена, которую мы оплатили, чтобы получить от России свободу действий в Греции, мы не должны колебаться перед использованием британских войск для поддержки греческого королевского правительства Папандреу»:745.
Но коммунисты не собирались брать власть.
Крис Вудхауз писал, что если бы ЭАМ хотел бы взять власть в период с ухода немцев до прибытия англичан, ничто бы не могло бы ему помешать, что является доказательством искренности ЭАМ:746:20:20.
5 ноября Папандреу объявил, согласовав это с англичанами, что поскольку Греция освобождена, ЭЛАС и ЭДЕС будут распущены до 10 декабря:748.
Разоружение, исключающее из него части эмиграционного правительства — 3-ю горную бригаду и Священный отряд вызвало протест ЭАМ.
События стремительно шли к боям между ЭЛАС, с одной стороны, и британской армией, частями эмиграционного правительства, полицией, жандармерией и коллаборационистами, с другой стороны.
В знак несогласия с принятым решением, министры от ЭАМ подали в отставку 2 декабря:767.
ЭАМ запросил разрешение на проведение митинга протеста 3 декабря.
По совету английского генерала Скоби и английского посла, Папандреу запретил митинг.
Расстрел полицией демонстрации 3 декабря и последовавший расстрел 4 декабря коллаборационистами похоронной процессии, и тот факт что исполнители расстрелов были взяты под защиту английскими танками:770, спровоцировали столкновение между британской армией и городскими отрядами ЭЛАС.
К 17 декабря английские войска и их союзники, представленные двумя греческими бригадами, оккупационной полицией и бывшими коллаборационистами, при поддержке британского флота и авиации, установили контроль в нескольких точках прибрежного Пирея и в нескольких центральных кварталах Афин. Связь центра Афин с побережьем обеспечивали британские танки по узкому коридору вдоль проспекта Сингру. Правительство Папандреу и британский штаб располагались в центральной гостинице «Grande Bretagne».
Хотя британские силы непрерывно усиливались за счёт частей снимаемых с итальянского фронта и перебрасываемых по воздуху в Афины, городским отрядам ЭЛАС во многих случаях сопутствовал успех.
Так в ночь с 17-го на 18 декабря отряды ЭЛАС осуществили успешную операцию, заняв гостиницы северного района Кифисьи «Сесил», «Аперги» и «Пентеликон», в которых располагались штаб и 718 человек персонала RAF (Королевские военно-воздушные силы Великобритании).
Были взяты в плен 563 англичан:141.
Одной из операций ЭЛАС, но не завершённой по политическим причинам и в силу этого вызывающая по сегодняшний день разногласия в оценках историков и политиков, была операция против ставки правительства Папандреу и британского командования в центральной гостинице «Grande Bretagne».

### «Операция Канализация»[21][22][23][24][25]

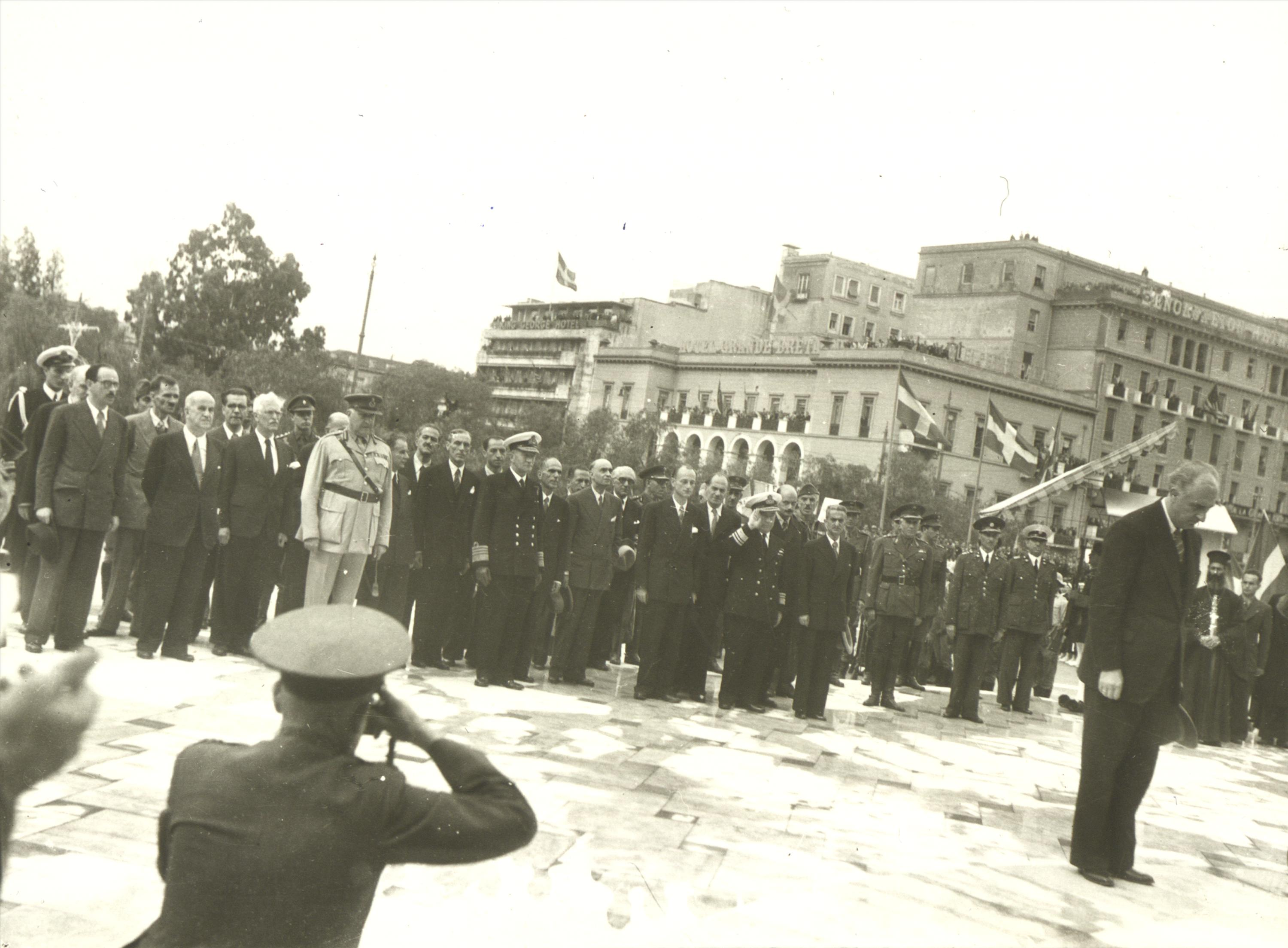
Папандреу возлагает венок к Памятнику Неизвестного солдата, после освобождения Афин, октябрь 1944 года. На заднем плане гостиница «Grande Bretagne» (угловое здание).

Операция против гостиницы «Grande Bretagne», «государства Папандреу», как её именовали бойцы ЭЛАС, с лёгкой руки журналиста Папахеласа, сегодня часто именуется «Операция Канализация».
Участники операции и лица в той или иной форме имевшие к ней отношение подтверждают, что идея операции против ставки правительства и британского штаба принадлежала Калодикису.
Его предложение было передано в ЦК компартии секретарём городской организации В. Бардзиотасом и командиром городского "I корпуса ЭЛАС"Спиросом Коцакисом (Нестор).
Руководство партии, в лице Г. Сиантоса и Я. Иоаннидиса, дало добро на операцию.
Подготовка операции и руководство ею были возложены на Калодикиса.
Калодикис задействовал в подготовке инженеров Е. Кастравелиса из муниципалитета Афин, который сумел заполучить чертежи и карты подземной городской канализации, и Д. Гикаса и К. Тапиноса из инженерной роты ΙΙ дивизии ЭЛАС.
Калодикису были предоставлены надёжные и заслуживающие доверия добровольцы из инженерной роты, из студенческой роты "Лорд Байрон"и 18 диверсантов из инженерно-сапёрной части Олимпа А. Врацаноса, возглавляемые Х. Холевасом (Мильо́нис) и Я. Дурасом (Акурастос).
Первоначально планировалось, что диверсанты и добровольцы войдут в канализационную сеть и пронесут к гостинице взрывчатку через шахту в квартале Метаксургио.
Однако когда англичане, увидев на расстоянии подозрительную группу у одного из зданий квартала, обстреляли её из миномётов, было принято решение начать операцию из безопасной, но более отдалённой от гостиницы улицы Ленормана.
В канализационную сеть спустились до 150 партизан ЭЛАС. Каждый из них нёс по 1 ящику взрывчатки. По разным источникам к фундаменту гостиницы было перенесено от 800 до 1500 кг взрывчатки.
Кроме того, были перенесены сотни метров электрического кабеля, лестницы (поскольку канализация была на разных уровнях и образовывала водопады), фонари и свечи.
Идущая впереди группа, возглавляемая инженерами, устанавливала указательные щиты, чтобы следующие за ней бойцы не заблудились в лабиринте канализации.
На входе в шахту встал замаскированный грузовик с электрическим генератором, в качестве взрывной машинки.
Операция началась вечером 24 декабря. Передвигаясь по колено в грязных водах, с минутными передышками каждые полчаса, и опасаясь не замочить взрывчатку, партизаны ЭЛАС донесли взрывчатку к фундаментам гостиницы и протянули к ней кабель. При этом, несколько человек потеряли сознание от удушливых паров канализации. Вышедшие из сети канализации бойцы впоследствии писали, что «они вышли из могилы».
Через 12-15 часов с начала операции, диверсанты доложили о готовности произвести взрыв. Готовность проверил Н. Кирьякидис.
Г. Дурас начал готовить генератор к запуску, но Х. Холевас настоял на том, что надо проинформировать руководство о готовности. Разногласие разрешил, Калодикис, который подъехав «на бешенной скорости» на мотоцикле к шахте, спрыгнул с мотоцикла и «с раскрасневшим лицом» начал кричать «Остановитесь, взрыв откладывается. Выключите генератор».
Отложенный и не состоявшийся в конечном итоге взрыв гостиницы «Grande Bretagne», который мог бы кардинально повлиять на ход декабрьских событий, по сегодняшний день вызывает вопросы и является поводом всевозможных предположений, иногда и спекуляций.
Согласно основной версии, взрыв был отложен в связи с прибытием в Афины 25 декабря британского премьер-министра Черчилля, сопровождаемого министром иностранных дел Великобритании Иденом:780. Ожидалось что они остановятся в гостинице «Grande Bretagne»
Хотя британское правительство не остановилось перед примением британской армии, в союзе с бывшими коллаборационистами, против партизан ЭЛАС, руководство компартии Греции сочло, что убийство британского премьера и других официальных лиц вызвало бы возмущение в странах антигитлеровской коалиции.

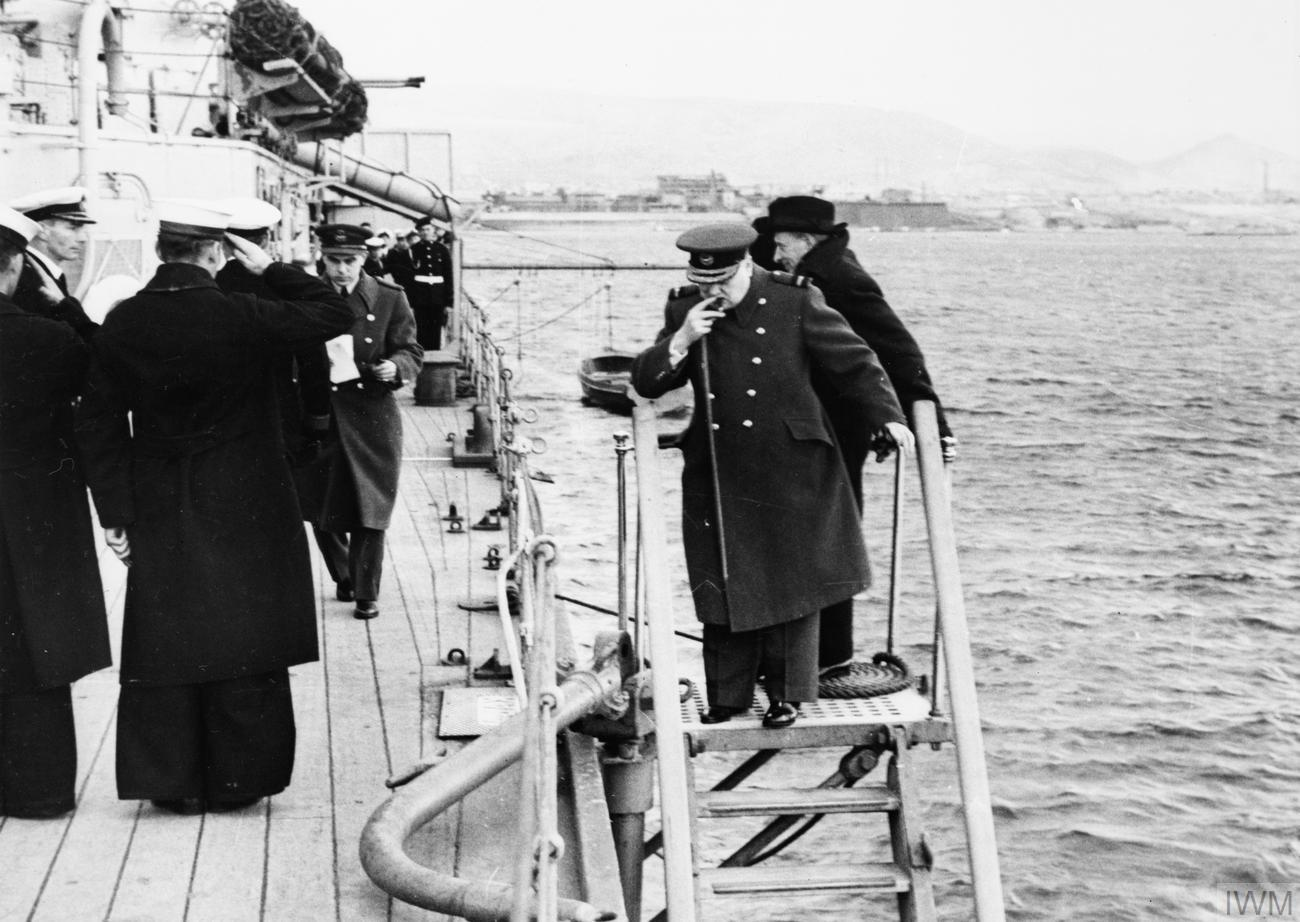
Черчилль оставляет борт HMS Ajax отправляясь на переговоры в Афины

В действительности Черчилль расположился на крейсере HMS Ajax, стоявшем на рейде Фалера, в составе расстреливавшей своими орудиями городские кварталы британской эскадры, что не исключало однако вероятность его нахождения в гостинице в случае взрыва.
Заложенная под гостиницу взрывчатка не могла долго оставаться незамеченной, к тому же о ней уже знали большое число людей.
Утром 26 декабря, британские сапёры обезвредили заложенный под гостиницу груз взрывчатки.
Черчилль писал своей жене: «Ты наверное прочитала о заговоре со взрывом генерального штаба в гостинице „Grande Bretagne“. Не думаю, что это было бы добром для меня. Тонна динамита с немецким механизмом детонации была заложена искусными руками в канализации, в временной промежуток когда стало известно моё прибытие и сегодняшним днём».
Участник Сопротивления, юрист и исследователь, Манос Иоаннидис, который приводит это письмо, отмечает ещё одну деликатную деталь: В гостинице также расположилась советская военная миссия, возглавляемая полковником Григорием Поповым.
Иоаннидис пишет, что компартия Греции оказалась бы в трудном положении по отношению к СССР, КПСС и Сталину, если бы были убиты Попов и члены его миссии.
Исходя из факта присутствия советской миссии в гостинице, Г. Петро́пулос, в своих предположениях, заходит ещё дальше.
Петропулос пишет, что выглядит невероятным, чтобы компартия не знала об этом факте. «И если она знала, что вероятнее всего, немыслимо чтобы она дала приказ выполнения операции, даже если бы просто поставила в опасность советское официальное лицо такого уровня». Продолжая свою мысль, Петропулос задаётся риторическим вопросом, зачем была произведена эта операция. И приходит к выводу, что она была произведена в качестве давления на англичан. То есть компартия подвергла риску жизнь 150 бойцов ЭЛАС, ради предполагаемого Петропулосом давления. Согласно Петропулосу, «другого логического объяснения нет».

## После Варкизы
Компартия Греции, поставив своей целью умиротворение страны и демократический путь её развития, пошла на компромисс, подписав в январе 1945 года Варкизское соглашение и приняла условие разоружения частей ЭЛАС.
Однако надежды компартии не оправдались. Последовал т.н «Белый террор», в ходе которого уже безоружные коммунисты и участники Сопротивления преследовались бандами коллаборационистов и монархистов, вооружённых англичанами.
После VII съезда КПГ (октябрь 1945 года) Калодикис был послан в Фессалию, в качестве члена регионального бюро партии и (одновременно) секретарём партийной организации города Волос, а затем города Лариса.
В истории компартии отмечена встреча-митинг генсека партии Н. Захариадиса в Волосе, на стадионе Новой Ионии, организованный Калодикисом и подвершейся атаке жандармерии, в ходе которой были убитые и раненные.
Танасис Зафиро́пулос, главный редактор органа компартии, газеты «Ризоспастис» («Радикал») в 1944 году, в этот период был редактором газеты «Анагенниси» («Возрождение») Волоса. Он описывает Калодикиса следующим образом: «Простой, трезво мыслящий, с ярким разумом и чистой мыслью. Он улавливал суть проблем и трансформировал её в движущую силу и действие. Он был неповторимым руководителем, который сочетал революционный энтузиазм с ионической элегантностью и вежливостью».
Он же приводит свидетельство старого коммуниста из Волоса: «Ты знаешь кто такой Калодикис ? Я скажу тебе в двух словах. Он обращается к марафонцу, который только что завершил дистанцию уставшим. Он говорит с ним несколько минут и тот готов бежать ещё один марафон».

### Смерть Спироса Калодикиса
Непрекращающийся террор привёл к развёртыванию с весны 1946 года Гражданской войны. Организация компартии в Ларисе ушла в подполье.
В конце ноября 1947 года гражданская война была в разгаре. Части Демократической армии совершали налёты на предместья Ларисы. Морозным вечером 24 ноября 1947 года. Калодикис шёл по опустевшим улицам на встречу с членом подпольной организации и был остановлен одетым в штатское офицером охранки. Калодикис, зная что его поддельные документы не выдержат проверки, ударом кулака повалил полицейского на землю и бросился бежать к «Эвраика» (еврейским (домам)).
Оправившись от удара, полицейский побежал за ним, свистя своим полицейским свистком.
Калодикис опрокинул и вставшего на его пути в конце улицы Палестины другого полицейского, но преследовавший его офицер выстрелил ему в спину.
Желая, чтобы его арест стал известен, Калодикис успел выкрикнуть немногим свидетелям сцены (люди арестованные полицией часто пропадали) «я — Спирос Калодикис, секретарь организации компартии» и напрягая все оставшиеся силы, вытащил из кармана листик бумаги и проглотил его. Последнее не прошло без внимания полицейских.
Калодикиса отвезли в больницу, где прибывшие начальник городской жандармерии и прокурор, «на сходке каннибалов», как пишет участник Сопротивления и историк Лазарос Арсениу, потребовали вскрыть ему желудок, чтобы достать записку. Однако владелец больницы, хирург Раптис, заявил что пока Калодикис жив, он не может совершить это преступление: «Моя задача спасти его, а не добить».
Жандармы настаивали, но Раптис, несмотря на то что он был монархистом и человеком правых убеждений, ответил, что он дал клятву Гиппократа.
Операция состоялась на следующий день, когда Калодикис уже умер от своих ран. К великому сожалению жандармов, записка оказалась разрушенной желудочным соком умершего.

## Память
- Имя Спироса Калодикиса выбито на памятной плите в здании ЦК компартии Греции в афинском квартале Периссо́с, наряду с именами других членов ЦК, погибших в борьбе за Свободу Отечества и идеалы партии[30].
- В 1982 году о «Операции канализация» был снят художественный фильм «Красный поезд», в постановке режиссёра Т. Симонетатоса[31][32].